# Bremsspinne

Schematische Darstellung der Bremsspinne

Als Bremsspinne bezeichnet man beim Gleitschirm die fächerförmige Verzweigung der Bremsleinen bis zu den an der Hinterkante (Achterliek) der Schirmkappe befestigten Galerieleinen. Sie stellt damit die hinterste Leinenebene des Gleitschirms dar. Der Name spielt auf die Ähnlichkeit mit den Beinen einer Spinne (oder auch ihrem Netz) an.
Durch Betätigung der Bremsleinen wird mit Hilfe der Bremsspinne die Hinterkante des Schirms gezielt heruntergezogen und dadurch sowohl der Auftrieb als auch der Widerstand erhöht. Die Funktion entspricht also in etwa der des Querruders einer Flugzeugtragfläche, im Gegensatz zum Flugzeug sind aber beim Gleitschirm die beiden Seiten nicht gekoppelt, so dass sie wahlweise gleichsinnig oder gegensinnig betätigt werden können. So ist es möglich, den Schirm zu steuern oder abzubremsen. 